# Верховая Слобода
Верховая Слобода (бел. Вярховая Слабада) — упразднённая деревня в Храковичском сельсовете Брагинского района Гомельской области Беларуси.

## География

### Расположение
В 36 км на юго-запад от Брагина, 64 км от железнодорожной станции Хойники (на ветке Василевичи — Хойники от линии Калинковичи — Гомель), 155 км от Гомеля.
На территории Полесского радиационно-экологического заповедника.

### Водная система
На севере мелиоративные каналы.

## Транспортная система
Транспортная связь по просёлочной, затем автомобильной дороге Комарин — Брагин.
Планировка состоит из прямолинейной широтной улицы, застроенной деревянными домами усадебного типа.

## История
Основана в XIX века переселенцами из соседних деревень. В 1931 году организован колхоз. Во время Великой Отечественной войны в мае 1943 года фашисты сожгли 60 дворов и убили 29 жителей. Входила в состав совхоза «Слободской» (центр — деревня Выгребная слобода).
20 августа 2008 года деревня упразднена.

## Население
После катастрофы на Чернобыльской АЭС и радиационного загрязнения жители (32 семьи) переселены в 1986 году в чистые места.

### Численность
- 2004 год — жителей нет

### Динамика
- 1940 год — 65 дворов 265 жителей
- 1959 год — 207 жителей (согласно переписи)
- 1986 год — жители (32 семьи) переселены

## Достопримечательность
- Могила жертвам фашизма